# The Party (película de 2017)
The Party es una película británica de 2017, escrita y dirigida por Sally Potter. Se trata de una comedia negra, filmada en blanco y negro, con un reparto coral en la que una reunión de amigos da pie a una catarsis moral de sus personajes y a una sátira de la sociedad inglesa.

## Argumento
Janet, recién nombrada ministra en la sombra de Sanidad del Reino Unido, reúne a unos amigos en su casa para celebrarlo. La noche terminará de una manera agitada. Están invitadas sus amigas April, con su compañero alemán Gottfried, un autoproclamado sanador espiritual, la profesora de estudios de la mujer Martha, con su pareja Jinny, una reconocida chef, y la colega y subordinada de Janet, Marianne, con su esposo Tom, un banquero.
Antes de que comience la fiesta y después de que lleguen los invitados, el esposo de Janet, Bill, se sienta en su silla, escucha música, mira fijamente y bebe vino. Todos los invitados vienen, con la excepción de Marianne, de quien Tom dice que llegará más tarde. Tom está extremadamente nervioso e inmediatamente se encierra en el baño, donde inhala cocaína, examina una pistola que ha traído consigo y se anima en el espejo.
Durante toda la fiesta, Janet está intercambiando mensajes y llamadas telefónicas secretas con un amante desconocido.
Mientras April, que continuamente menosprecia e insulta a Gottfried, brinda por Janet, Martha y Jinny anuncian que Jinny está embarazada de trillizos mediante fertilización in vitro. Bill anuncia que su médico le acaba de informar que tiene una enfermedad terminal. Gottfried le dice que no se debe creer en la medicina moderna y que, al volverse espiritual, Bill puede tener la oportunidad de sobrevivir. Bill, un conocido intelectual ateo, parece vacilar en su compromiso con sus creencias.
Janet dice que renunciará a su puesto de ministra en la sombra y se hará cargo de Bill, pero él anuncia que la dejará por Marianne, un hecho que Tom había aprendido ese mismo día. Después de reprender a Bill, Tom va al patio trasero, donde arroja su arma al cubo de la basura.
Jinny y Martha hablan sobre el futuro y la maternidad, Jinny, dice a Martha que la dejará. Ella le confiesa a Jinny que teme lo que sucederá una vez que nazcan los bebés y le ruega que se quede con ella.
Cuando Janet arroja los vol-au-vents quemados al cubo de la basura, encuentra la pistola que Tom había tirado y se la lleva, encerrándose en el baño y escondiendo la pistola allí. Deja entrar a April y hablan de lo que pasó. Le pide a April, que ha sido cínica todo el tiempo, que hable honestamente con ella. April le dice que está orgullosa de sus logros.
Gottfried intenta ayudar y entrenar a Tom y Bill, pero su discusión se intensifica cuando Bill divaga sobre el amor que Marianne y él comparten. Tom lo golpea en la cara, dejándolo inconsciente. Gottfried y Tom temen que haya matado a Bill e intentan buscar ayuda de los demás. Sacan a Janet del baño, justo cuando estaba empezando a contarle un secreto a April, para que reanime a Bill. En ese momento, suena el timbre y todos esperan que sea Marianne. Janet corre al baño, agarra el arma, abre la puerta, apunta al visitante (invisible para el público) y exclama: "Me dijiste que me amabas ¡Tú, traidor!" antes que la escena se funde a negro.

## Reparto

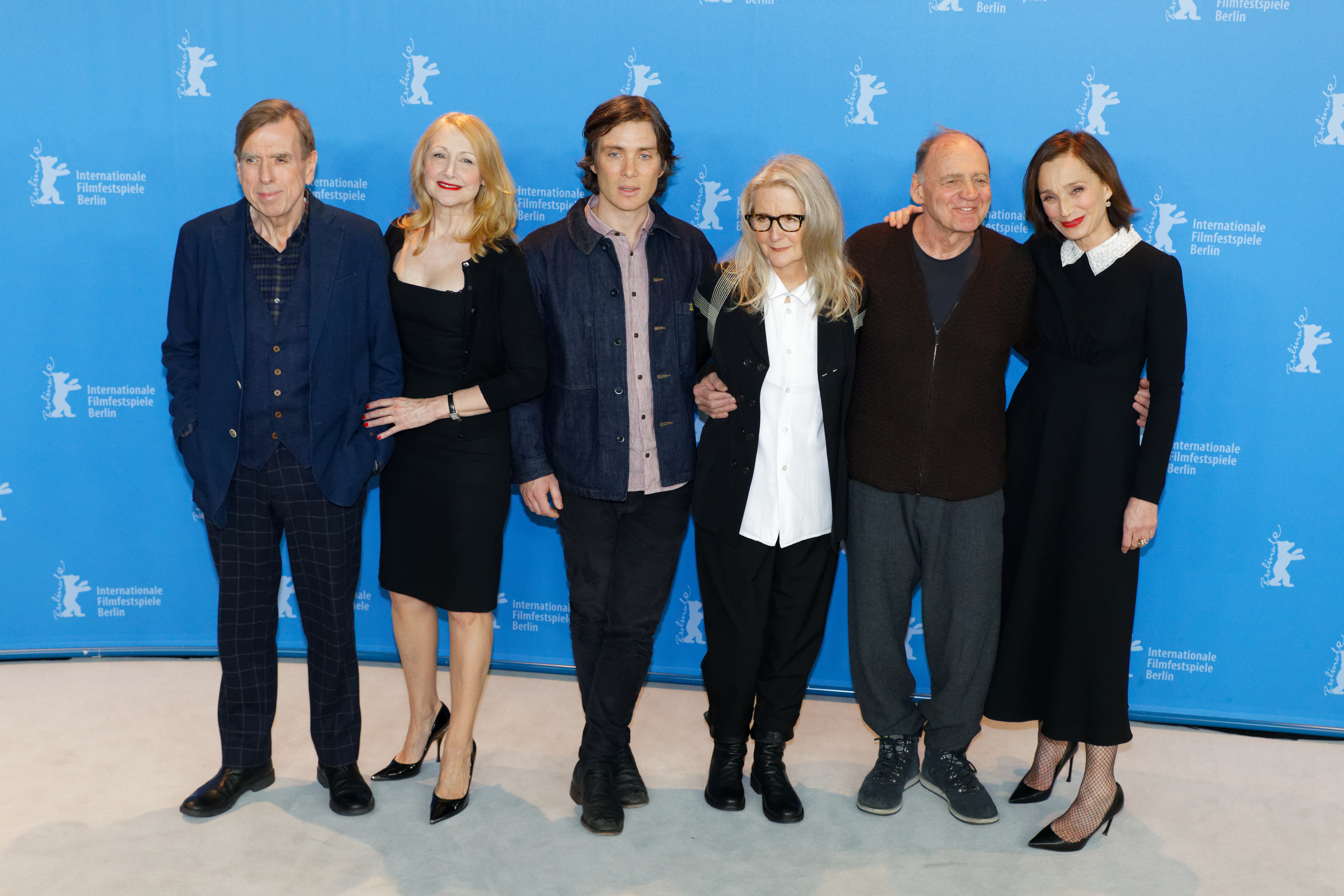
La directora de la película Sally Potter con algunos de los miembros del reparto en el Festival de cine de Berlín de 2017.

La película tiene un reparto coral en el que solo participan siete actores:
- Patricia Clarkson
- Bruno Ganz
- Cherry Jones
- Emily Mortimer
- Cillian Murphy
- Kristin Scott Thomas
- Timothy Spall